# Progeny

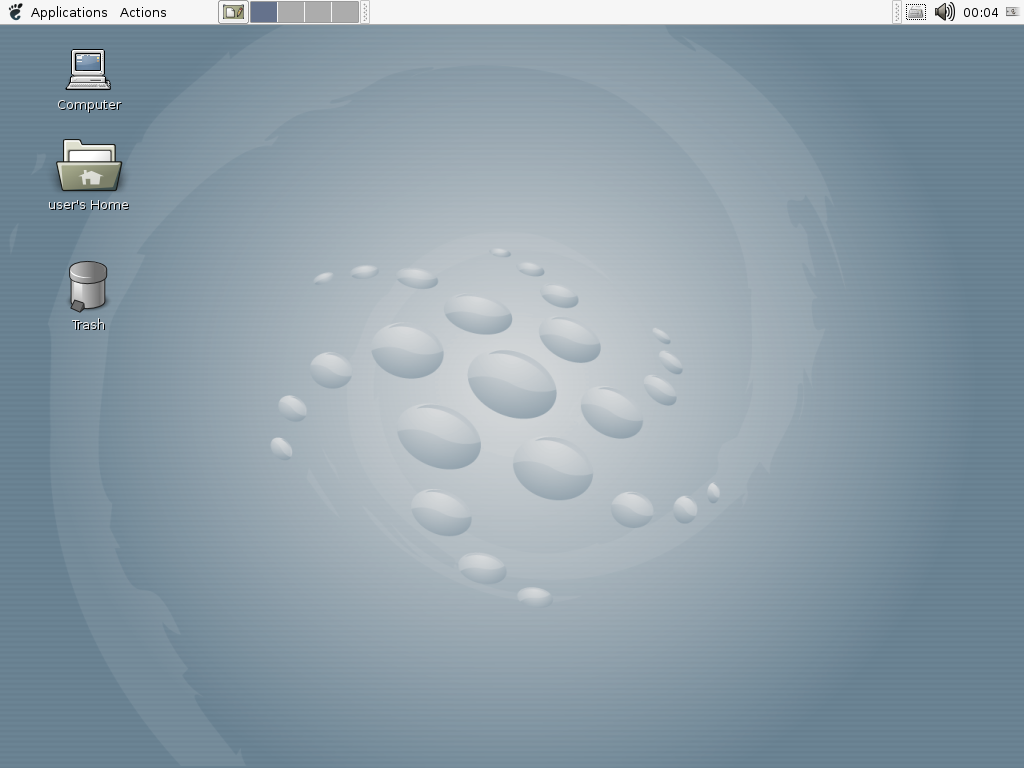

A Progeny Linux Systems egy mára csődbement vállalat, mely Linux platformokat forgalmazott. A platformszolgáltatatásuk mind a dpkg (Debian), mind az rpm (Red Hat) rendszereket támogatta. A cég székhelye Indianapolisban volt. Az az Ian Murdock alapította, aki annak idején létrehozta a Debian projektet. A cég működése idején az igazgatótanács elnöke volt.
Saját disztribúciót is készítettek, Progeny Componentized Linux (vagy röviden Progeny Linux néven).

## Külső hivatkozás
- A Progeny hivatalos weboldala